# Salvatore Sperlinga
Salvatore Sperlinga, noto semplicemente come Sal Sperlinga (... – Somerville, 4 gennaio 1980), è stato un mafioso statunitense.
È stato membro della Winter Hill Gang e socio del vice-boss Howie Winter.
Nel 1977, Sperlinga e Winter furono accusati per estorsione. All'inizio del 1980, Sperlinga fu rilasciato e si cercò una nuova occupazione. Ritornò nella sua città natale, Somerville, Massachusetts, dove lavorò come commesso in un negozio.
Il 4 gennaio 1980, Sperlinga, mentre stava giocando a carte con degli amici di Somerville, riconobbe, nel locale, Daniel Moran, mandato da Howie Winter per uccidere Sperlinga. Scoperto, Moran sparò a Sperlinga per tre volte, uccidendolo. Moran fu arrestato e condannato all'ergastolo.
Il figlio di Sperlinga, Richard Sperlinga, morì per overdose il 15 ottobre 2005.